# أوبن ويندوز
أوبن ويندوز (بالإنجليزية:OpenWindows) هي بيئة سطح مكتب متوقفة لمحطات عمل صن ميكروسيستمز التي جمعت بين خادم عرض يدعم بروتوكول نظام النافذة إكس، ومجموعات الأدوات XView و OLIT، ومدير النوافذ OPEN LOOK (olwm)، وأدوات الإنتاجية DeskSet؛ دعمت الإصدارات السابقة من أوبن ويندوز بروتوكول NeWS. كما ينفذ مواصفات واجهة المستخدم الرسومية OPEN LOOK.
تم تضمين أوبن ويندوز في الإصدارات اللاحقة من أنظمة التشغيل صن أو إس 4 و سولاريس (توضيح)، حتى إزالته في Solaris 9 لصالح بيئة سطح المكتب الشائعة (CDE) وجنوم 2.0.